# Powdersville
 (avril 2025).
Powdersville est une census-designated place située dans le comté d'Anderson, dans l’État de Caroline du Sud, aux États-Unis. Lors du recensement de 2020, elle comptait 10 025 habitants.